# Krikor Bedros VI Dżeranian
Krikor Bedros VI Dżeranian (orm.:Գրիգոր Պետրոս Զ. Ճերանեան) (ur. ?  zm. 22 sierpnia 1840) – ormiański duchowny katolicki, 6. patriarcha Kościoła katolickiego obrządku ormiańskiego w latach 1815–1840
23 lipca 1812 został wybrany patriarchą Kościoła ormiańskokatolickiego. 19 grudnia 1814został uznany przez papieża (wg innego źródła: 18 kwietnia 1815). Funkcję patriarchy pełnił do swojej śmierci w 1840 roku.